# Malenchus gilanensis
Malenchus gilanensis is een rondwormensoort uit de familie van de Tylenchidae. De wetenschappelijke naam van de soort werd voor het eerst geldig gepubliceerd in 2019 door Jalalinasab, Adeldoost, Abolafia en Heydari.